# ДПЛ1
ДПЛ1 (Дизель-Поїзд Луганський, 1-й тип) — серія дизель-поїздів на базі тепловозної тяги постійного формування, що будувалися Луганським тепловозобудівним заводом в 2001–2008 роках. Всього було випущено 6 таких дизель-поїздів.

## Загальні відомості
Дизель-поїзд призначений для приміських перевезень пасажирів на ділянках залізниць колії 1520 мм без електрифікації.
Як тягова одиниця в дизель-поїзді використовується одна модернізована секція тепловоза 2М62. Потужність дизель-поїзда — 1471 кВт (2000 к.с.). Сам поїзд являє собою одну секцію 2М62 або 2М62У, а також трьох безмоторних проміжних та одного головного вагона від електропоїзда ЕПЛ2Т або ЕПЛ9Т.
Гальма дизель-поїзда — електро-пневматичні, ручні. Передача електрична, побудовано 6 рухомих складів. Всі поїзди експлуатуються в Україні
Управління дизель-поїздом здійснюється з одного із двох постів керування, розташованих в тепловозі та модернізованому причіпному вагоні, оснащеному кабіною управління. Система керування дозволяє управляти силовою установкою, дверима, гальмами, опаленням, вентиляцією, освітленням, радіозв'язком з будь-якого посту.
Кузов вагонів — суцільнометалевий, тримальний, зварний. Елементи кузова виконані з конструкційних вуглецевих або низьколегованих сталей, обшивка бічних стін, даху, і настил рами — з нержавіючої сталі. Причіпні вагони дизель-поїзда мають троє дверей, розташованих з двох сторін, причіпний вагон з постом управління — двоє дверей.
Дизель-поїзди серії експлуатуються в депо Коломия і Здолбунів Львівської залізниці.